# Guillermo Cabrera Infante

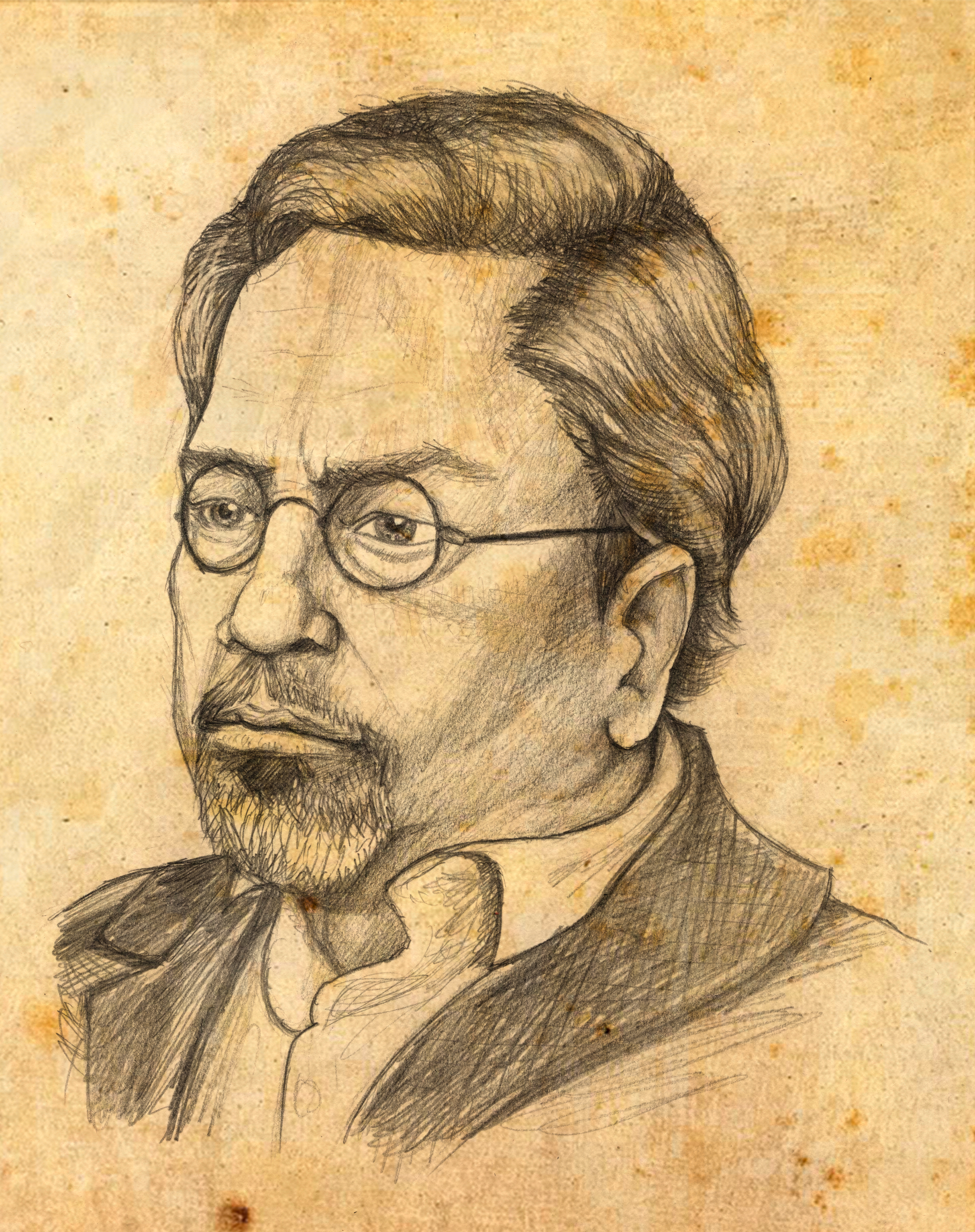
Guillermo Cabrera Infante

Guillermo Cabrera Infante (* 22. April 1929 in Gibara, Kuba; † 21. Februar 2005 in London) war ein kubanisch-britischer spanischsprachiger Schriftsteller und Filmkritiker. Er galt als Symbolfigur im Widerstand gegen das Regime des kubanischen Machthabers Fidel Castro.

## Leben
Nachdem er seine ersten Lebensjahre in der ostkubanischen Kleinstadt Gibara verbracht hatte, lebte Cabrera Infante seit dem Umzug seiner Familie Anfang der 1940er Jahre in der Hauptstadt Havanna. Nach einem abgebrochenen Medizinstudium betätigte er sich ab 1947 als Schriftsteller und besuchte ab 1950 die kubanische Journalistenschule. Er gründete im Jahr 1951 als begeisterter Cineast gemeinsam mit Néstor Almendros und Tomás Gutiérrez Alea den Filmclub Cinemateca de Cuba, den er bis 1956 leitete. Nachdem 1952 von ihm veröffentlichte Erzählungen für anzüglich befunden wurden, wurde er kurzzeitig festgenommen und mit einer Geldstrafe belegt. Ab 1954 schrieb er für das wöchentliche Kulturmagazin Carteles Filmkritiken unter dem Pseudonym „G. Caín“. 1957 übernahm er die Redaktionsleitung des Magazins.
Cabrera Infante war zunächst Anhänger des Revolutionsgedankens Fidel Castros. So war er 1957 an der Gründung der Untergrundzeitung Revolución beteiligt. Schon seine Eltern standen politisch links: Sie hatten in den 1930er Jahren in Gibara einen Ortsverein der Kommunistischen Partei Kubas mitgegründet und wurden als kommunistische Aktivisten zeitweise inhaftiert.
Nach Castros Sieg 1959 war Cabrera wieder als Journalist der nun offiziell erscheinenden Tageszeitung Revolución tätig, des von Carlos Franqui geleiteten Presseorgans der Bewegung des 26. Juli. Er verantwortete dessen im März 1959 eingeführte, wöchentliche Kulturbeilage Lunes de Revolución. Bald wandte sich Cabrera jedoch gegen die von der Revolutionsregierung eingeführten wachsenden Einschränkungen künstlerischer Freiheit und gegen Literaturverbote. Das behördliche Verbot des von Cabreras Bruder Sabá gedrehten künstlerischen Dokumentarfilms PM war 1961 Auslöser von Kritik an Zensur, worauf Castro mit seinen „Worten an die Intellektuellen“ reagierte, in denen er die Künstler zur bedingungslosen Unterstützung seiner Politik verpflichtete. Lunes wurde daraufhin geschlossen und Castro berief Cabrera Infante 1962 auf den Posten des Kulturattachés der Botschaft in Brüssel, was der Schriftsteller selbst später als „Abschiebung“ interpretierte. Aus Anlass des Todes seiner Mutter kehrte Cabrera im Juni 1965 erstmals nach Kuba zurück, wo er vier Monate verbrachte. Seine während dieses Aufenthaltes gewonnenen Eindrücke vom stark veränderten Land verarbeitete er im posthum veröffentlichten autobiografischen Roman Mapa dibujado por un espía.
1965 wurden die Spannungen größer und Cabrera Infante ging zunächst kurze Zeit nach Madrid, dann 1967 ins Londoner Exil, wo er den Rest seines Lebens verbrachte. In seinen späteren Werken setzte er sich immer wieder mit der Entfremdung von der Heimat, aber auch mit dem Regime in Kuba auseinander. So beschrieb er Kuba später als „riesigen Kerker“.
Sein erster und wohl wichtigster Roman Tres tristes tigres (Drei traurige Tiger, 1967) wurde in Spanien 1964 mit dem Premio Biblioteca Breve ausgezeichnet. Cabrera Infante beschreibt darin das Nachtleben in Havanna kurz vor der Revolution (1959) und integriert dabei zahlreiche Stilparodien.
In den folgenden Jahren war er, teilweise unter seinem Pseudonym Guillermo Caín, als Drehbuchautor an den US-amerikanischen Filmen Vanishing Point (BRD: Fluchtpunkt San Francisco, DDR: Grenzpunkt Null) und Wonderwall (Welt voller Wunder) beteiligt.
Im Jahr 1970 erhielt er ein Guggenheim-Stipendium.
Er nahm schließlich im Jahr 1979 die britische Staatsangehörigkeit an.
Seine große Abrechnung mit dem Regime in Kuba erfolgte 1992 im Werk Mea Cuba.
1993 verlieh ihm die Florida International University in Miami die Ehrendoktorwürde.
Im Jahr 1997 erhielt er den in der spanischsprachigen Literatur wichtigsten Cervantespreis (Premio Cervantes).
Aus Protest gegen die Teilnahme einer 124-köpfigen Delegation aus Kuba an einer von der Florida International University mitveranstalteten wissenschaftlichen Konferenz gab Cabrera Infante im Jahr 2000 seine Auszeichnung an die Hochschule zurück. Zuvor hatte er bereits seine langjährige Zusammenarbeit mit dem Miami Film Festival aus Protest gegen die Aufführung des Dokumentarfilms Buena Vista Social Club während der Ausgabe des Jahres 1999 beendet.
Im August 2004 musste Cabrera Infante sich einer Bypassoperation unterziehen. Eine Woche vor seinem Tod verletzte er sich bei einem Sturz an der Hüfte. Zudem litt er an Diabetes und einer Lungenentzündung. Er erlag 2005 einer Blutvergiftung.
Cabrera Infante hinterließ zwei Kinder.

## Werke

### Werke zum Kino
- Un oficio del siglo XX, Kinokritiken, erschienen in Carteles zwischen 1954 und 1960, Seix Barral, Barcelona 1973
- Arcadia todas las noches, 1978
- Cine o sardina, Alfaguara, Madrid 1997

- Nichts als Kino, übersetzt von Claudia Hammerschmidt und Gerhard Poppenberg, Suhrkamp, Frankfurt am Main 2001, ISBN 3-518-41271-X

### Drehbücher
- Wonderwall, 1968
- Fluchtpunkt San Francisco, 1971
- Unter dem Vulkan, 1970er (für eine nicht realisierte Verfilmung durch Regisseur Joseph Losey). Nach dem Roman von Malcolm Lowry.
- The Lost City, 2005